# Jayalalithaa

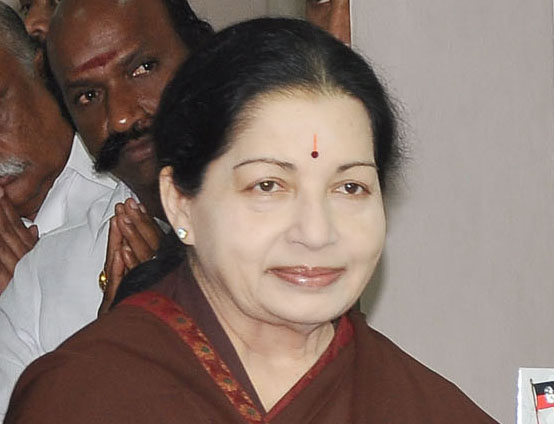
Jayalalithaa, in 2014

Jayalalithaa Jayaram, geboren als Jayalalithaa Komalavalli en bekend onder de naam Jayalalithaa (Mandya, 24 februari 1948 - Chennai, 5 december 2016) was een Indiase actrice en politica in de Indiase deelstaat Tamil Nadu. In de periode 1991-2016 was ze met verschillende onderbrekingen Chief Minister van Tamil Nadu, waar ze door het grote publiek werd verafgood.

## Biografie
Jayalalithaa werd begin jaren zestig tegen haar zin in actrice, dit om het gezin financieel te helpen. Ze speelde tot 1980 in zo'n 140 speelfilms, in Tamilfilms, maar ook in films in de talen Telugu en Kannada. In deze films acteerde en danste ze. Een van haar regelmatige tegenspelers was M. G. Ramachandran, die zijn grote populariteit bij het volk later als politicus verzilverde. Ramachandran richtte de All India Anna Dravida Munnetra Kazhagam op en kwam daarmee aan de macht, waarna hij Chief Minister werd. In 1982 sloot Jayalalithaa zich bij de partij aan en maakte hierin snel carrière. Ze werd onder meer verkozen als lid van de Raiya Sabha, de Indiase Eerste Kamer. Na de dood van Ramachandran in 1987 wist Jayalalithaa uiteindelijk boven te komen als de nieuwe leider. In de jaren daarna werd ze de machtigste leider van de partij. In 1991 werd ze voor het eerst Chief Minister (1991-1996). Ze was dat ook enkele maanden in 2001 en in de periodes maart 2002-mei 2006, mei 2011-september 2014 en mei 2015-december 2016. Door onder meer corruptiezaken was ze een paar keer gedwongen af te treden als Chief Minister, waarna ze werd opgevolgd door haar volgzame 'adjudant' O. Panneerselvam.
In haar latere jaren zette ze zich vooral in voor sociaal welzijn en ontwikkeling, en deelde ze regelmatig cadeaus uit onder het volk. Vooral door de armeren werd ze om die reden op handen gedragen. Haar partijleden en volgelingen vereerden haar onder meer als amma (moeder). In 2014 werd ze wegens het onverklaarbare bezit van 10 miljoen dollar veroordeeld tot vier jaar gevangenisstraf, maar nadat dat vonnis in hoger beroep was vernietigd, hervatte ze haar regeringstaak.

## Overlijden
In september 2016 werd Jayalalithaa ernstig ziek en werd ze in het ziekenhuis opgenomen. Vijfenzeventig dagen later overleed ze aan de gevolgen van een hartstilstand.
- Gemeinsame Normdatei: 119540169
- International Standard Name Identifier: 0000 0000 8221 4512
- Library of Congress Control Number: n89122095
- MusicBrainz: 1cc15913-6b1d-431c-b3a7-a6662e66fb9d
- Nationale bibliotheek van Australië: 41273759
- Nationale Bibliotheek van Israël: 987007417708005171
- Système universitaire de documentation: 184008689
- Trove: 1453811
- Virtual International Authority File: 38503701
- WorldCat: E39PBJB8q78BjVtVTj8GQD7JXd

1. ↑  Trouw 6 december 2016